# F.O.
Михаил Митев, по-известен със сценичното си име F.O., e български рап изпълнител, композитор, текстописец и музикален продуцент.

## Биография
Михаил Митев е роден на 28 ноември 1984 година в Бургас. Завършва ветеринарна медицина в Професионална гимназия по ветеринарна медицина и селско стопанство „Свети Георги Победоносец“, а след това работи като брокер на   недвижими имоти.

## Музикална кариера
Започва да се занимава по-сериозно с музика през 2012 г. в легендарната бургаска хип-хоп група „Нокаут“. Малко по-късно се запознава и започва съвместна работа с бургаския лейбъл „056“. Сериозен прогрес върху кариерата му оказва парчето „BIG MEECH“, записано съвместно с варненския рапър Dim4ou. След големия интерес към изпълнителя, той започва да трупа покани за благотворителни концерти и клубни партита. Стилът му бързо се популяризира и през 2013 година заедно с Антон „G.F.E.“ Иванов, основал „MFStudio“, създават музикалната компания „MFZanimation“. Главните дейности, по които работят, са продукция и издаване на рап, RnB, рок и алтернативен рок. Понастоящем музикалната компания обединява под шапката си два от най-продуктивните бургаски лейбъли: MFStudio и 056. Сред изпълнителите на компанията са имена като F.O., M.W.P., Dim4ou, G.F.E. & Pain, NNZ (D-ZastA, TLay, Xej7i, М1taka & The A-Word), ATS, JAY, Боби Кинта и други. Първият хит, пуснат официално от „MFZ“ – „ЛИЛИ ИВАНОВА“, познат още като „BIG MEECH 2“, отново е записан съвместно с Dim4ou.

### За хората от другата страна на микрофона
Проектът се състои от два диска, които съдържат общо 37 песни, част от които с гост участието на Dim4ou, M.W.P., Ума и Дума, Явката ДЛГ, Hoodini, Керанов, Маната, и други. Сред „бийтмейкърите“, взели участие в проекта, намираме самия F.O., PEZ, Gem, Lu, Madmatic, TLay, FB, 4PK и други. Това е дебютния албум на F.O.

## Произход на псевдонима
В началото по-близките му хора го наричали „fox“ (превод от англ.-лисица). Фокс-а обаче вече било доста употребяван псевдоним, затова той попитал свой приятел как му звучи ФО и той му отвърнал като „фак оф“ (fuck off), откъдето идва и съкращението F.O. Заради цензурата пред медиите, той се шегува, че означава различни неща „flow on“, „funky one“ или още „Филип Огнянов“.

## Награди

### Годишни българскихип-хопнагради на 359hiphop.com[1]
- Най-добър рапър за 2020 г. (победител)[2][3]
- Най-добро MC за 2015 г. (победител)
- Най-добър рапър за 2015 г. (Топ 5)
- Песен на годината за 2015 г. (Топ 5)
- Най-добра хип-хоп колаборация на годината за 2014 г. (победител)
- Най-добро MC за 2013 г. (победител)
- Най-добър успешен за 2013 г. (Топ 5)
- Пробив на годината за 2013 г. (Топ 5)
- Награда на хайлайф за стайлинг на хип-хоп артист за 2013 г. (Топ 5)

## Личен живот
На 31 май 2015 г. се жени за Пеева, с която имат дъщеря и син.